# Felix Wickman
Felix Wickman, född 1981, är en svensk musiker, systerson till Basse Wickman och dotterson till Putte Wickman. Han är en stockholmsbaserad singer/songwriter. Felix Wickman och hans band turnerar både i Sverige och Tyskland. Felix Wickman är signad av det tyska independent bolaget Waggle-Daggle Records i Freiburg och svenska Kvalität Records.

## Diskografi
- 2017 - Dreaming In The End Times
- 2014 - I recommend Swimming
- 2013 - Felix Wickman
- 2011 - Whatever her sins
- 2009 - Dry hands[1]